# Karaigyeli járás
A Karaigyeli járás (oroszul Караидельский район, baskír nyelven Ҡараиҙел районы) Oroszország egyik járása a Baskír Köztársaságban, székhelye Karaigyel falu.

## Népesség
- 1970-ben 47 935 lakosa volt, melyből 17 358 tatár (36,2%), 14 183 baskír (29,6%).
- 1989-ben 30 278 lakosa volt, melyből 11 109 tatár (36,7%), 10 524 baskír (34,8%).
- 2002-ben 28 294 lakosa volt, melyből 12 721 baskír (44,96%), 8 000 tatár (28,27%), 5 729 orosz (20,25%), 1 612 mari.
- 2010-ben 27 945 lakosa volt, melyből 13 120 baskír (47%), 7 495 tatár (26,9%), 5 529 orosz (19,8%), 1 504 mari (5,2%), 42 csuvas, 35 ukrán, 11 udmurt, 5 fehérorosz, 4 mordvin.

| Lakosok száma | 24 864 | 47 654 | 30 276 | 27 955 | 27 945 | 27 369 | 26 437 | 25 746 | 25 282 | 24 225 |
|               | 1939   | 1970   | 1989   | 2008   | 2010   | 2012   | 2014   | 2016   | 2018   | 2021   |